# Olari (gmina w okręgu Arad)
Olari – gmina w Rumunii, w okręgu Arad. Obejmuje miejscowości Olari i Sintea Mică. W 2011 roku liczyła 1937 mieszkańców.